# 砖桥乡
砖桥乡，是中华人民共和国湖南省株洲市渌口区下辖的一个乡镇级行政单位。

## 行政区划
砖桥乡下辖以下地区：
庙湾村、诸前村、太田村、曲尺村、铁沙村、马迹村、西冲村、花田村、川石村、石双村、文家村、杉木桥村和烂泥冲村。